# Mullem
Mullem est une section de la ville belge d'Audenarde située en Région flamande dans la province de Flandre-Orientale. C'était une commune à part entière avant la fusion des communes de 1977.

## Démographie

### Évolution démographique
- Sources : INS, Rem. : 1831 jusqu'en 1970 = recensements, 1976 = nombre d'habitants au 31 décembre[2].

## Personnalités liées à Mullem
- Reimond Stijns (1850-1905), écrivain né à Mullem.

## Galerie

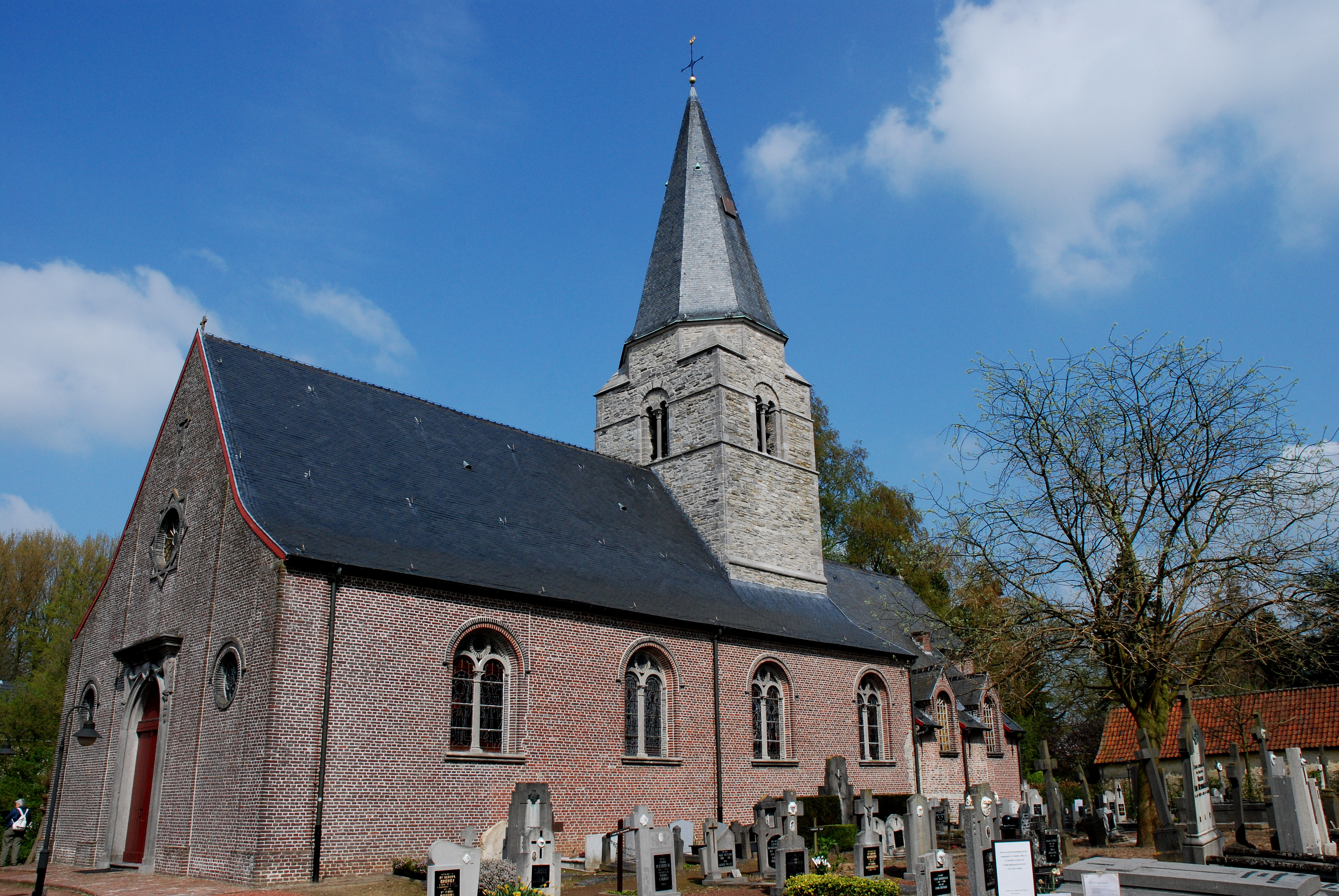
L'église à Mullem
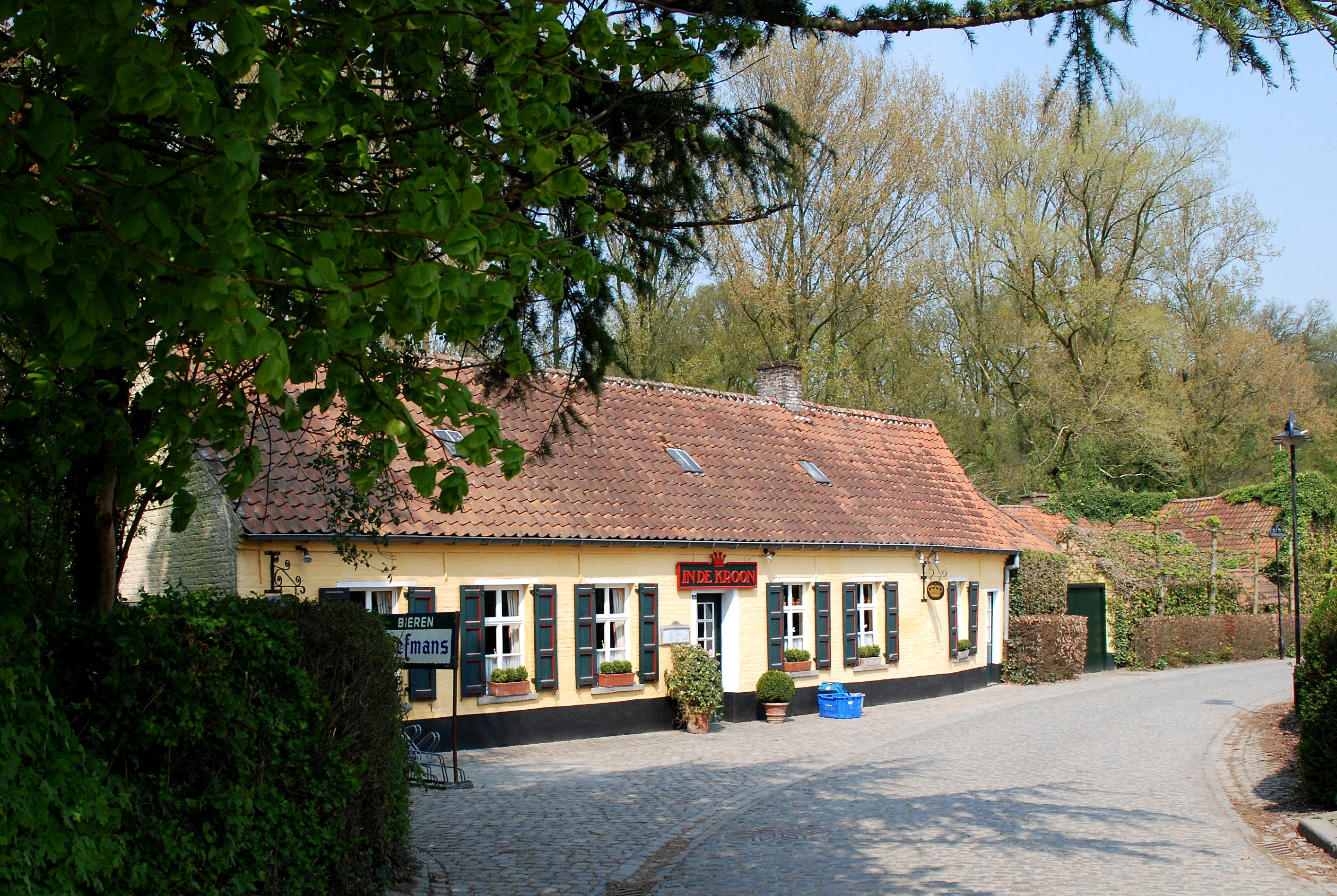
In de Kroon à Mullem
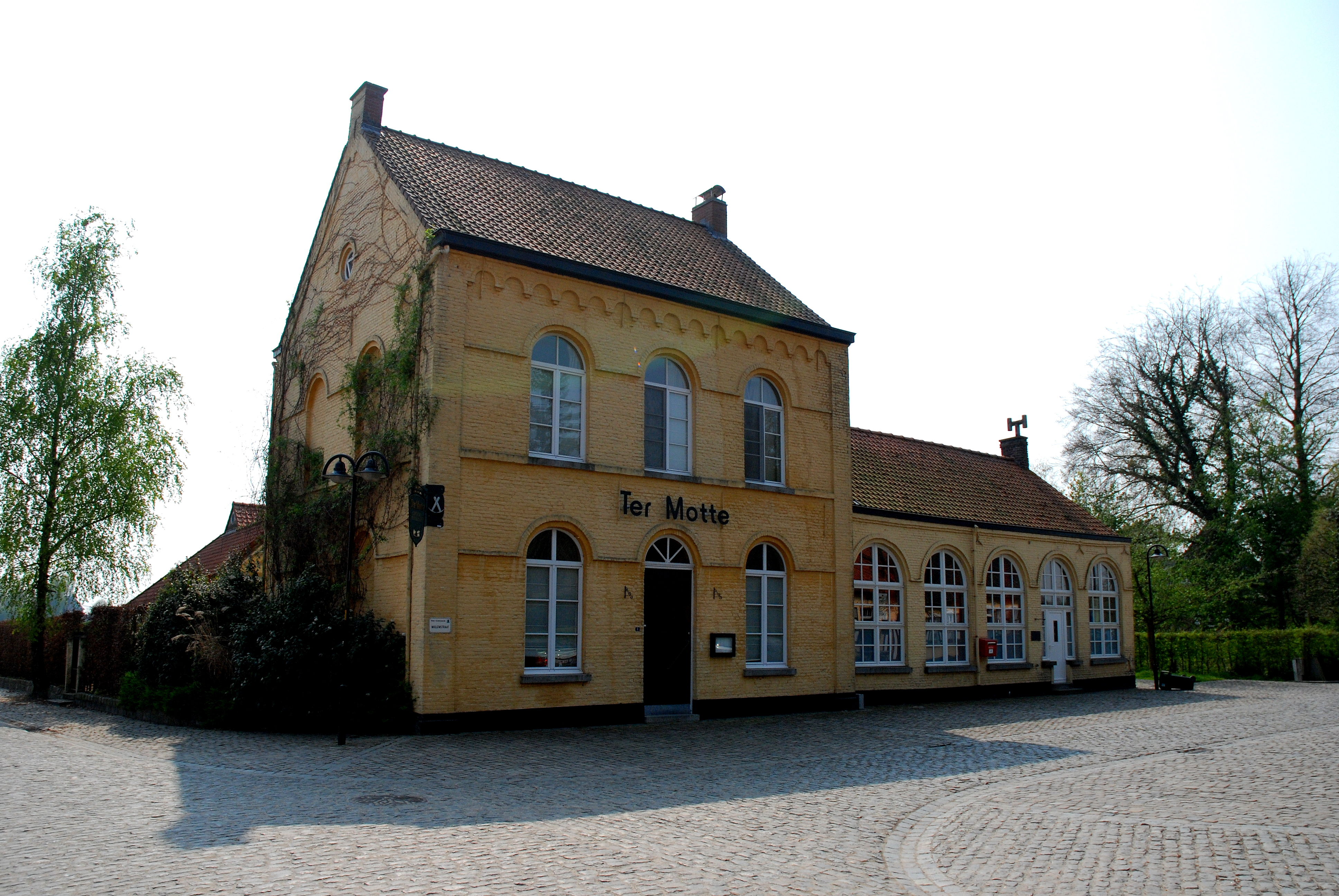
L'ancienne école à Mullem